# Guhrow
Guhrow est une commune allemande de l'arrondissement de Spree-Neisse, Land de Brandebourg.

## Géographie
Guhrow se situe à l'orée de la forêt de la Sprée et dans la zone de peuplement traditionnelle des Sorabes. Les bâtiments et installations publics, routes, chemins, places et ponts sont étiquetés de manière bilingue.
|        | Schmogrow-Fehrow |         |
| Werben | Guhrow           | Briesen |
|        |                  |         |

## Histoire
Guhrow est mentionné pour la première fois en 1469.

## Démographie
| Année | Nombre d'habitants |
| ----- | ------------------ |
| 1875  | 500                |
| 1890  | 474                |
| 1910  | 465                |
| 1925  | 495                |
| 1933  | 486                |
| 1939  | 477                |
| 1946  | 673                |
| 1950  | 641                |

| Année | Nombre d'habitants |
| ----- | ------------------ |
| 1964  | 547                |
| 1971  | 513                |
| 1981  | 472                |
| 1985  | 464                |
| 1989  | 429                |
| 1990  | 414                |
| 1991  | 403                |
| 1992  | 404                |
| 1993  | 406                |
| 1994  | 409                |

| Année | Nombre d'habitants |
| ----- | ------------------ |
| 1995  | 420                |
| 1996  | 437                |
| 1997  | 452                |
| 1998  | 518                |
| 1999  | 553                |
| 2000  | 582                |
| 2001  | 588                |
| 2002  | 589                |
| 2003  | 586                |
| 2004  | 589                |

| Année | Nombre d'habitants |
| ----- | ------------------ |
| 2005  | 600                |
| 2006  | 585                |
| 2007  | 583                |
| 2008  | 578                |
| 2009  | 563                |
| 2010  | 558                |
| 2011  | 543                |
| 2012  | 546                |
| 2013  | 531                |
| 2014  | 523                |

| Année | Nombre d'habitants |
| ----- | ------------------ |
| 2015  | 514                |
| 2016  | 520                |
| 2017  | 521                |

## Personnalités liées à la commune
- Georg August von Schönfeld (1722–1793), général prussien
- Friedrich Wilhelm von Schönfeld (1730–1805), général prussien
- Herbert Zerna (1905–1955), écrivain régionaliste

Heinrich von Kleist vit un temps à Guhrow, dans le manoir. Son père l'achète en 1781. Heinrich von Kleist et ses six frères et sœurs le vendent en 1797 à Ludwig von Wackerbarth, propriétaire du domaine voisin de Briesen.

## Source
- (de) Cet article est partiellement ou en totalité issu de l’article de Wikipédia en allemand intitulé « Guhrow » (voir la liste des auteurs).